# Богдан Богдановић (архитекта)
Богдан Богдановић (Београд, 20. август 1922 — Беч, 18. јун 2010) био је српски архитекта, уметник, филозоф, универзитетски професор и политичар. Богдановић је био професор Београдског универзитета и градоначелник Београда од 1982. до 1986. године. Значајан је неимар меморијалне архитектуре, спомен-обележја подигнутих у другој половини 20. века, жртвама фашизма у Другом светском рату, широм СФР Југославије. Најзначајнији споменици Богдана Богдановића налазе се у Београду, Јасеновцу, Гаравицама, Прилепу, Мостару, Крушевцу и Лесковцу.

## Значај
Појава Богдан Богдановића на архитектонској сцени Србије је подједнако значајна за архитектуру и за скулптуру. Он уноси у скулптуру архитектуралност, која замењује преовлађујућу фигуративност. Такође, композиција архитектонског комплекса код њега постаје значајнија од композиције самог споменика. Његови споменици извиру из самог пејзажа и представљају архитектонску целину са природом и окружењем у којем се налазе.
Богдановић је индивидуалиста, окренут ванвременским историјским узорима. Оно што је несумњиво и неспорно је да је Богдановић један од најколосалнијих аутора са ових простора, да су његова дела безвремена, односно, свевремена, да су настала не под утицајем тренда или стила, већ из дубине ауторове креативне личности.
Богдановић је такође веома значајан као писац. Његово дело на том пољу представља га као изузетног есејисту, аналитичара али и као приповедача. Значајни су његови бројни радови од међународног значаја о градовима и архитектури са митологистичким и симболистичким погледима и о „људској унутрашњој архитектури“. Написао је 25 књига и писао текстове које у последње време објављује у разним часописима као „El Pais“ и „Die Zeit“ из области архитектуре и урбанизма. Његове књиге су стилски и жанровски веома различите, али имају једно заједничко у себи: огроман набој духа, концентрацију енергије коју носе собом и преносе је на читаоце. Богдановић је интензивно писао, али је своје књиге издавао изван граница Србије, у Аустрији, Мађарској, Хрватској, Чешкој.
Иако је био један од културних стожера српске архитектуре и културе уопште, Богдановић је, као и његови велики претходници, у својој каријери имао непрестане успоне и падове. Он је био бојкотован од својих колега професора на факултету, чак је био и „искључен“ са места предавача на Архитектонском факултету у Београду. У револту је напустио чланство у Српској академији наука и уметности. У периоду ратних превирања, држава му је одузела објекте у којима је водио Летњу школу архитектуре у Малом Поповићу. Недуго затим био је приморан и да напусти земљу, након чега се, резигниран, настанио у Бечу као политички емигрант.
Основао је Сеоску школу за филозофију архитектуре у Малом Поповићу, надомак Београда, од милоште названу „Мистрија под орахом“. „Зелена кутија” је књига - кутија са цедуљицама, белешкама из његовог живота, после сукоба са Слободаном Милошевићем.
Живео је са својом супругом у егзилу у Бечу од 1993. године, а од владе Аустрије је добио награду за животно дело.
Мада је крштен још као дете, његови посмртни остаци кремирани су у Бечу, док је урна са пепелом смештена на Јеврејско гробље у Београду. Посмртни остаци његове супруге Ксеније, која је преминула 2017. године, налазе се на истом месту.

## Остварења
Нека од Богдановићевих најзначајнијих архитектонских остварења су:
- Споменик Јеврејским жртвама фашизма, Београд 1951-1952.
- Стамбено насеље Хидротехничког института, Авала, Београд, 1952-1953.
- Спомен-гробље жртвама фашизма, Сремска Митровица, 1959-1960.
- Партизанско спомен-гробље, Мостар 1959-1965.
- Спомен-парк Слободиште, Крушевац, 1960-1965.
- Споменик српским и албанским партизанима палима у НОБ-у, Косовска Митровица, 1960-1973.
- Споменик палим борцима НОБ-а, Прилеп, 1961.
- Спомен-парк палим борцима у ослободилачким ратовима 1804-1945. (1804-1815, 1876-1878, 1912, 1914-1918, 1941-1945), Књажевац, 1961-1971.
- Споменик Камени цвет, Јасеновац, 1966.
- Спомен комплекс Палим борцима Револуције, Штип, 1969-1974.
- Спомен-парк Гаравице, Бихаћ, 1969-1981.
- Спомен подручје и маузолеј палих бораца, Чачак, 1970-1980.
- Групни кенотафи палих бораца, Бела Црква, 1971.
- Групни кенотафи жртава фашизма, Нови Травник, 1971-1975.
- Спомен-парк Револуције, Лесковац, 1971.
- Споменик стрељаним родољубима и Ромима, Арапова долина, Лесковац, 1971.
- Споменик Слободи, Иванград, 1972-1977.
- Споменик палим борцима за слободу, Власотинце, 1973-1975.
- Адонисов олтар, Лабин, 1974.
- Спомен-парк Дудик, Вуковар, 1978-1980.
- Спомен парк палих бораца НОБ-а, учесника Попинске борбе, Штулац, Врњачка Бања, 1979-1981.
- Гробница Душана Петровића - Шанета, Аранђеловац, 1980.
- „Чувар слободе” (Споменик погинулим партизанима у одбрани Клиса 1943), Клис, 1987. (уништен 1996. године)

## Најзначајнија дела

### На српском језику
- Мали урбанизам (1958)
- Залудна мистрија: доктрина и практика братства златних (црних) бројева (1963)
- Урбанистичке митологеме (1966)
- Урбс и логос: огледи из симбологије града (1976)
- Повратак грифона: цртачка хеуристичка игра по моделу Луиса Карола пропраћена уводним огледом Љерке Мифке (1978)
- Градословар (1982)
- Ееји: еписторални есеји (са Радом Ивековић, 1986)
- Круг на четири ћошка (1986)
- Мртвоузице: менталне замке стаљинизма (1988)
- Књига капитела (1990)
- Град кенотаф (1993)
- Град и смрт (1994, на немачком 1993)
- Уклети неимар (2001, на немачком 1997)
- Град и будућност (2001, на немачком 1997)
- Глиб и крв (2001)
- О срећи у градовима (2007, на немачком 2002)
- Три ратне књиге (Град и смрт; Српска утопија; Град и будућност, 2008)
- Платонов тајни роман: Платонов градословни наук (2008)
- Зелена кутија: књига снова (2009, на немачком 2007)

### На немачком језику
- Die Stadt und der Tod, Wieser Verlag. 1993. ISBN 978-3-85129-090-5., Klagenfurt - Salzbourg.
- Architektur der Erinnerung. 1994. ISBN 978-3-85129-130-8.. Wieser Verlag, Klagenfurt.
- Der verdammte Baumeister: Erinnerungen. 2002. ISBN 978-3-552-04846-1., Zsolnay Verlag, Vienne 1997/.
- Die Stadt und die Zukunft. 1997. ISBN 978-3-85129-201-5., Wieser Verlag, Klagenfurt - Salzbourg.
- Vom Glück in den Städten. 2002. ISBN 978-3-552-05178-2., Zsolnay Verlag, Vienne.
- Die grüne Schachtel: Buch der Träume. 2007. ISBN 978-3-552-05394-6., Zsolnay Verlag, Vienne.
- Memoria und Utopie in Tito-Jugoslawien. Wieser Verlag. 2009. ISBN 978-3-85129-834-5.

## Фото-галерија
- Спомен обележје „Камени цвет“ у Јасеновцу
- Споменик палим борцима револуције, Власотинце.
- Спомен-парк Револуције, Лесковац
- Споменик палим борцима НОБ-а, Прилеп
- Слободиште, Крушевац
- Спомен-парк Попина